# Brun Motorsport

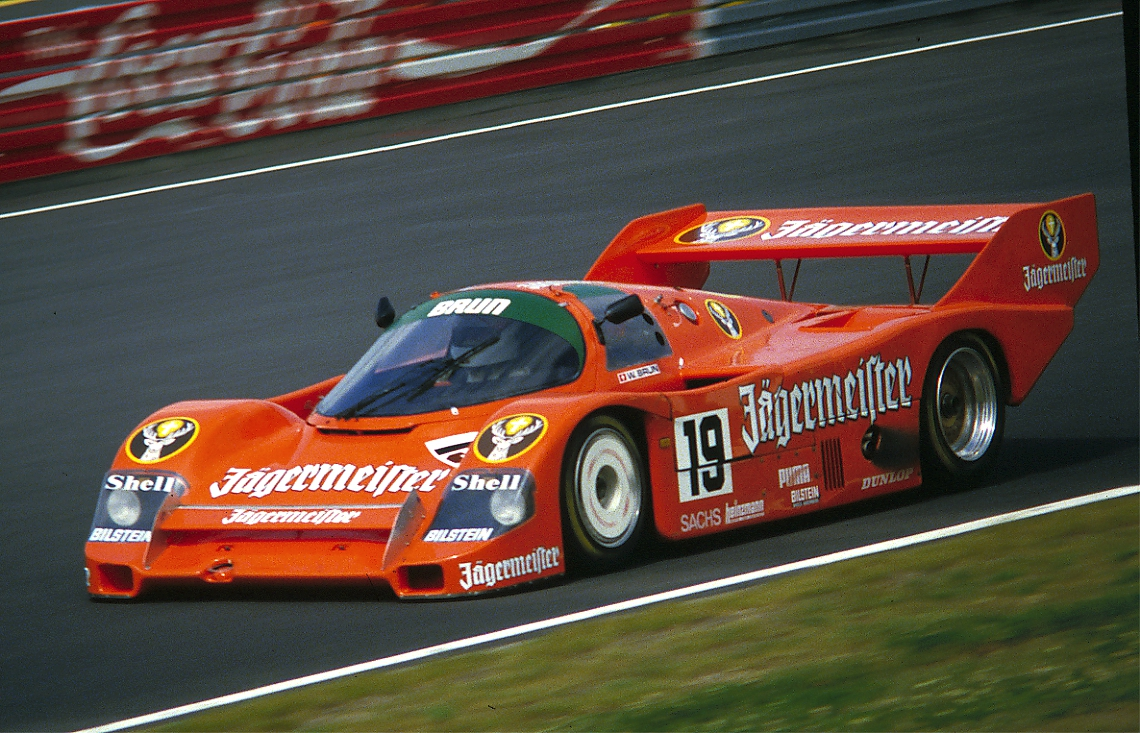
Brun Motorsports Porsche 956 på Nürburgring 1985.

Brun Motorsport GmbH var ett schweiziskt racingstall som drevs av racerföraren Walter Brun mellan 1983 och 1992. Brun var även engagerad i formel 1-stallet EuroBrun.

## Historik
Walter Brun hade kört flera säsonger för Team GS-Sport innan han tog över stallet och döpte om det till Brun Motorsport. Brun tävlade först med GS-Sports BMW M1 och Sauber SHS C6 innan man köpte en Porsche 956. Stallet var mycket framgångsrikt i mitten av 1980-talet då man vann Deutsche Rennsport Meisterschaft 1984 och sedan sportvagns-VM 1986. Brun körde även i IMSA GT Championship och All Japan Sports Prototype Championship.
Stallet arbetade på en egen bil kallad Brun C91 anpassad till det nya reglementet för sportvagns-VM inför säsongen 1992. Detta tillsammans med kostnaderna för formel 1-äventyret med EuroBrun blev för mycket för Brun som lades ned i början av 1992.